# Цзяньху
Цзяньху́ (кит. упр. 建湖, пиньинь Jiànhú) — уезд городского округа Яньчэн провинции Цзянсу (КНР).

## История
Во время Второй мировой войны эти находившиеся в японском тылу земли были взяты под контроль партизанами-коммунистами из Новой 4-й армии, которые стали создавать собственные административные структуры. В 1941 году из уезда Яньчэн был выделен уезд Цзяньян (建阳县), который после образования КНР вошёл в состав Специального района Яньчэн (盐城专区).
В 1951 году в связи с тем, что выяснилось, что в провинции Фуцзянь также имеется уезд Цзяньян, название которого записывается точно такими же иероглифами, уезд был перемиенован в Цзяньху.
В 1970 году Специальный район Яньчэн был переименован в Округ Яньчэн (盐城地区).
В 1983 году Округ Яньчэн был преобразован в городской округ Яньчэн.

## Административное деление
Уезд делится на 3 уличных комитета и 11 посёлков.